# Třebeň
Třebeň är en ort i Tjeckien.   Den ligger i regionen Karlovy Vary, i den västra delen av landet, 140 km väster om huvudstaden Prag. Třebeň ligger 437 meter över havet och antalet invånare är 383.
Terrängen runt Třebeň är huvudsakligen platt, men åt nordväst är den kuperad.Runt Třebeň är det ganska tätbefolkat, med 239 invånare per kvadratkilometer. Närmaste större samhälle är Cheb, 5,8 km söder om Třebeň. Trakten runt Třebeň består till största delen av jordbruksmark.